# Grensleeuw
De grensleeuw is een beeld van een leeuw, met schild tussen de poten, die in de plaats Heerenveen staat op het punt waar oorspronkelijk drie grietenijen elkaar raakten.
Het driegrietenijenpunt werd gevormd door Aengwirden, Haskerland en Schoterland. Later werden deze grietenijen omgevormd naar gelijknamige gemeenten. In 1934 werd de gemeente Heerenveen vanuit deze gemeenten gevormd. Op dit punt stond de  grensleeuw. Het beeld was in 1732 te zien op een schilderij van Cornelis Pronk. Het beeld werd voor het laatst gezien bij de in de jaren zestig gesloopte Schoterlandse Kruiskerk.
De oorspronkelijke grensleeuw werd terug gevonden in het depot van Museum Heerenveen. Het beeld was in slechte toestand en niet meer geschikt om buiten te plaatsen. Dit was voor werkgroep Oud-Heerenveen de aanleiding om een replica te laten vervaardigen. Deze werd vervaardigd door beeldhouwer Rokus Greebe. Het beeld werd op een stalen dukdalf bevestigd en kwam weer op de oorspronkelijke plaats te staan, in de Heeresloot bij het Amelius van Oenemapark tegenover het Posthuis Theater. De feestelijke onthulling door burgemeester Tjeerd van der Zwan was op 12 april 2018.